# Hejőszalonta
Hejőszalonta község Borsod-Abaúj-Zemplén vármegyében, a Tiszaújvárosi járásban.

## Fekvése
Miskolctól 16 kilométerre délre található. A környező települések közül Hejőkeresztúr és Szakáld 3-3, Hejőpapi 5 kilométerre fekszik, a legközelebbi város a 9 kilométerre fekvő Nyékládháza.

### Megközelítése
Közúton Nyékládháza és Mezőcsát felől is a 3307-es, Szakáld-Hejőbába felől a 3309-es úton érhető el. Közigazgatási határai között áthalad az M30-as autópálya is, de annak nincs csomópontja a területén, s a legközelebbi (emődi) csomóponttól is csak nagy kerülővel érhető el.
A hazai vasútvonalak közül (bezárásáig) a Mezőcsát–Hejőkeresztúr-vasútvonal érintette, melynek egy megállási pontja volt itt. Hejőszalonta megállóhely a lakott terület keleti szélétől nem messze, a 3309-es út vasúti keresztezésétől északra létesült, közúti elérését a 33 309-es számú mellékút tette lehetővé.

## Nevének eredete
Neve puszta személynévből keletkezett magyar névadással. A Zolunta személynév szláv eredetű, előzménye talán a lengyel Suleta (Sulimir - Sulislav) lehetett.

## Története
Hejőszalonta, Szalonta Árpád-kori település. Nevét 1214-ben említette oklevél Zolunta néven, mikor Boleszló váci püspök a Leleszi prépostságnak adományozta.
Előzménye, egy per leírása szerint Szalonta Imre király idején (1196–1204) már szabad vásáros hely (cum libero foro) volt, ahol a lakosság az Oroszországból jövő kereskedőktől elvette árujukat, ebből per, tüzesvaspróba keletkezett, ami a kereskedőket „igazolta” és elégtételként megkapták a várost, amit aztán 82 márkáért eladtak Boleszló váci püspöknek.
1275-ben az egri püspök visszaadta a káptalannak a tatárjárás után faluvá zsugorodott település dézsmáját; a falu közben az Ákos nemzetségbeli Ernye bánnak és utódainak birtoka lett, majd más falvakkal együtt Károly Róbert király ezt is Debreceni Dózsa erdélyi vajdának ajándékozta, akinek utód nélküli halála után újból a királyra szállt vissza.
A 15. században több család is birtokos volt itt, többek között a Pósacsécsi, Pósa, Pósafalvi Szőke családok.
1506-ban a Szalontai család egyik tagja Borsod vármegye alispánja volt.
1520-ban vattai Szennyes András és Holzmann István voltak Szalonta birtokosai.
1906-ban készült el Miskolcot Mezőcsáttal összekötő vasútvonal, melynek a falu mellett megállója volt, itt 2007. március 3-án este ment el az utolsó személyvonat.

## Közélete

### Polgármesterei
- 1990–1994: Márton István (független)[3]
- 1994–1998: Márton István (független)[4]
- 1998–2002: Márton István (független)[5]
- 2002–2006: Anderkó József (független)[6]
- 2006–2009: Anderkó József (független)[7]
- 2009–2010: Anderkó József (független)[8]
- 2010–2014: Anderkó József (független)[9]
- 2014–2019: Anderkó József (független)[10]
- 2020–2024: Anderkó József (független)[11]
- 2024– : Anderkó József (független)[1]

A településen 2009. december 13-án időközi polgármester-választást (és képviselő-testületi választást) tartottak, az előző képviselő-testület önfeloszlatása miatt. A választás két polgármesterjelöltje között a hivatalban lévő faluvezető is elindult, és meg is nyerte azt.
A 2019. október 13-án megtartott önkormányzati választás után, a polgármester-választás tekintetében nem lehetett Hejőszalontán eredményt hirdetni, az első helyen kialakult szavazategyenlőség miatt. Aznap az 574 szavazásra jogosult lakos közül 415 fő járult az urnákhoz, tizenegyen érvénytelen szavazatot adtak le, az érvényes szavazatokból pedig egyaránt 191-191 esett a három független jelölt közül kettőre, Anderkó József addigi polgármesterre és egyik kihívójára, Szabó Gergelyre. Az emiatt szükségessé vált időközi polgármester-választást 2020. február 2-án tartották meg, lényegesen magasabb arányú választói részvétel mellett, ami pedig a hivatalban lévő településvezetőnek kedvezett.

## Népesség
A település népességének változása:
| Lakosok száma | 821  | 819  | 830  | 815  | 770  | 767  | 771  |
|               | 2013 | 2014 | 2015 | 2021 | 2022 | 2023 | 2024 |

2001-ben a település lakosságának 95%-a magyar, 5%-a cigány nemzetiségűnek vallotta magát.
A 2011-es népszámlálás során a lakosok 89,3%-a magyarnak, 32,7% cigánynak mondta magát (10,7% nem válaszolt; a kettős identitások miatt a végösszeg nagyobb lehet 100%-nál). A vallási megoszlás a következő volt: római katolikus 56,2%, református 15,1%, görögkatolikus 3,9%, felekezeten kívüli 5,4% (18,8% nem válaszolt).
2022-ben a lakosság 92,6%-a vallotta magát magyarnak, 5,1% cigánynak, 0,5% németnek, 0,1% bolgárnak, 0,3% egyéb, nem hazai nemzetiségűnek (7,4% nem nyilatkozott; a kettős identitások miatt a végösszeg nagyobb lehet 100%-nál). Vallásuk szerint 34% volt római katolikus, 12,3% református, 1,9% görög katolikus, 26% felekezeten kívüli (25,2% nem válaszolt).